# Newtown (Wight)
Newtown – osada w Anglii, na wyspie Wight. Leży 8 km na zachód od miasta Newport i 126 km na południowy zachód od Londynu.